# Ryan Hardwick
Ryan Hardwick, née le 3 octobre 1980 à Knoxville aux États-Unis, est un pilote automobile américain. Il participe à des courses de voiture de Grand tourisme dans des championnats tels que le Championnat du monde d'endurance FIA et le WeatherTech SportsCar Championship pour l'écurie allemande Proton Competition.
Il a remporté le titre pilote du championnat European Le Mans Series en 2023 ainsi que les 24 Heures de Daytona en 2022 et les 12 Heures de Sebring en 2020.

## Carrière

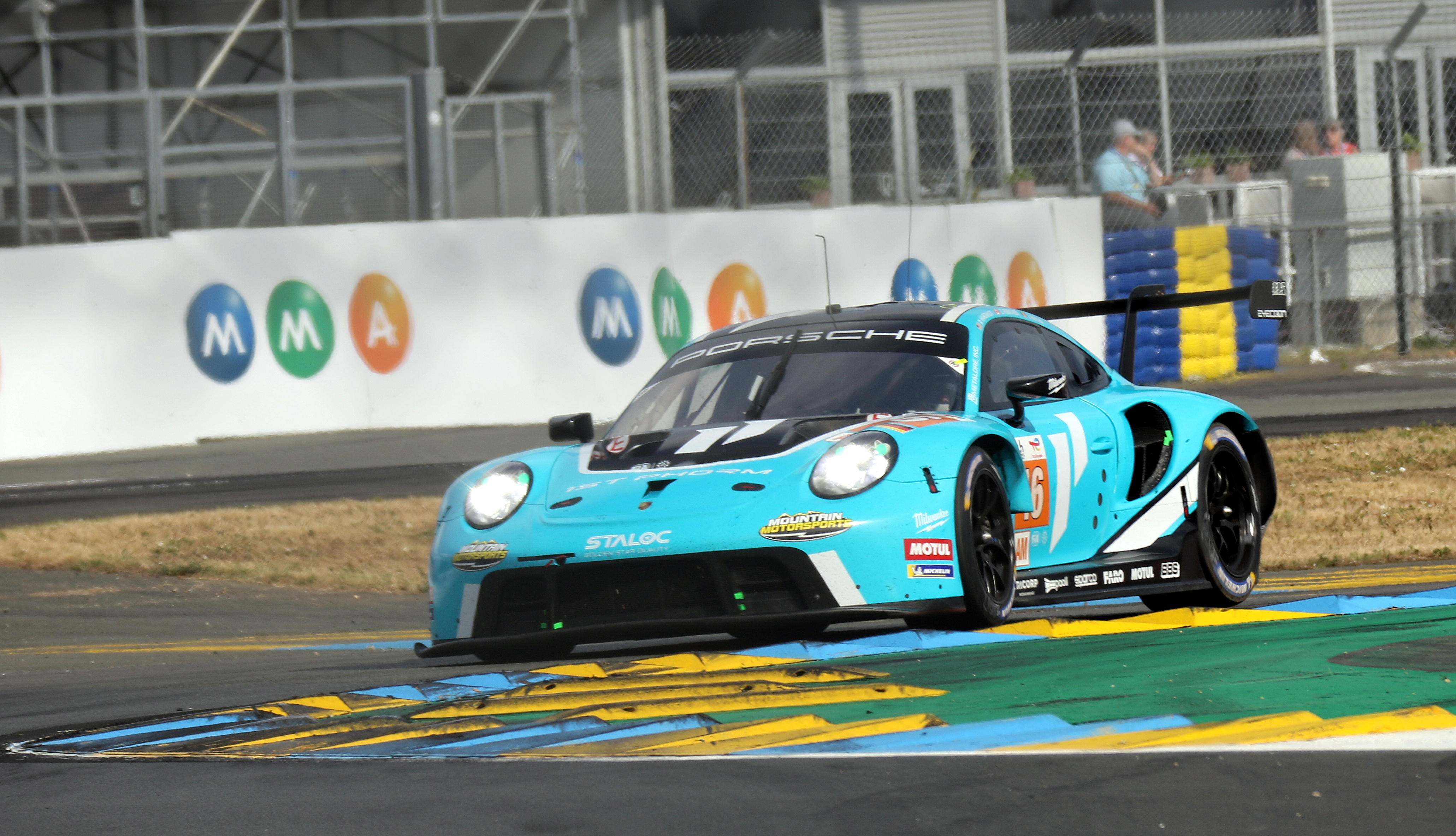
La Porsche 911 RSR-19 n°88 pilotée par Ryan Hardwick lors des 24 Heures du Mans

En 2023, comme les saisons précédentes, Ryan Hardwick s'est engagé avec l'écurie américaine Wright Motorsports afin de participer au WeatherTech SportsCar Championship avec la nouvelle Porsche 911 GT3 R. Du fait de son insatisfaction du processus de Balance de Performance, il a préféré ne participer qu'aux manches Endurance Cup et de s'engager avec l'écurie allemande Proton Competition pour participer aux 3 premières manches du Championnat du monde d'endurance et d'ainsi bien préparer les 24 Heures du Mans. Pour  la première manche du Championnat du monde d'endurance, les 1 000 Miles de Sebring, Ryan Hardwick a malheureusement effectué une sortie de piste à la suite d'un contact avec la Cadillac V-Series.R pilotée par Richard Westbrook qui a fortement endommagé sa Porsche 911 RSR-19 et dû ainsi déclaré forfait,. Ryan Hardwick fût également malchanceux lors des 24 Heures du Mans où la Porsche 911 RSR-19 n°60 piloté par Claudio Schiavoni l'avait percuté en revenant sur la piste alors qu'il n'avait rien demandé. Toujours avec l'écurie allemande Proton Competition;  Ryan Hardwick s'est engagé dans le championnat European Le Mans Series dans la catégorie LM GTE, championnat qu'il remporte en gagnant les manches des 4 Heures de Barcelone et des 4 Heures de Portimão.
En 2024, toujours avec l'écurie allemande Proton Competition, Ryan Hardwick s'engage pour une seconde saison dans le Championnat du monde d'endurance. C'est au volant d'une Ford Mustang GT3 et avec coéquipiers le pilote britannique Benjamin Barker et le pilote canadien Zacharie Robichon qu'il participe a ce championnat dans la nouvelle catégorie LM GT3,. Il apporte également son soutien à cette même écurie dans le championnat WeatherTech SportsCar Championship où ils participe aux manches d'Endurance Cup.

## Palmarès

### Championnat du monde d'endurance FIA
| Année | Écurie             | Voiture            | Classe   | Pneus | 1       | 2     | 3     | 4        | 5   | 6   | 7   | 8   | Total | Pos. |
| ----- | ------------------ | ------------------ | -------- | ----- | ------- | ----- | ----- | -------- | --- | --- | --- | --- | ----- | ---- |
| 2023  | Proton Competition | Porsche 911 RSR-19 | LMGTE Am | M     | SEB Np. | POR 9 | SPA 4 | LMS Abd. | MON | FUJ | BHR |     | 14    | 22e  |
| 2024  | Proton Competition | Ford Mustang GT3   | LMGT3    | G     | QAT     | IMO   | SPA   | LMS      | SÃO | CDM | FUJ | BHR | *     | *    |

* Saison en cours.

### WeatherTech SportsCar Championship
| Année | Écurie             | Voiture                     | Moteur                     | Classe | 1      | 2      | 3      | 4      | 5      | 6       | 7     | 8     | 9     | 10    | 11     | 12    | 13    | Points | Pos. |
| ----- | ------------------ | --------------------------- | -------------------------- | ------ | ------ | ------ | ------ | ------ | ------ | ------- | ----- | ----- | ----- | ----- | ------ | ----- | ----- | ------ | ---- |
| 2019  | Paul Miller Racing | Lamborghini Huracán GT3 Evo | Lamborghini 5,2 L V10 Atmo | GTD    | DAY 15 | SEB 16 | MOH 3  | BEL 5  | WGL 14 | MOS Np. | LIM   | ELK   | VIR   | LGA   | ATL    |       |       | 56     | 18e  |
| 2020  | Wright Motorsports | Porsche 911 GT3 R           | Porsche 4,0 L Flat-6 Atmo  | GTD    | DAY 4  | DAY 7  | SEB 9  | ELK 5  | VIR 5  | ATL 3   | MOH 3 | CLT 2 | ATL 4 | LGA 6 | SEB 1  |       |       | 284    | 2e   |
| 2021  | Wright Motorsports | Porsche 911 GT3 R           | Porsche 4,0 L Flat-6 Atmo  | GTD    | DAY    | DAY    | SEB    | MOH 12 | BEL    | WGL     | WGL   | LIM   | ELK   | LGA   | LBH    | VIR   | ATL   | 225    | 59e  |
| 2021  | Wright Motorsports | Porsche 911 GT3 R           | Porsche 4,0 L Flat-6 Atmo  | GTD    | Q      | R      | SEB    | MOH 12 | BEL    | WGL     | WGL   | LIM   | ELK   | LGA   | LBH    | VIR   | ATL   | 225    | 59e  |
| 2022  | Wright Motorsports | Porsche 911 GT3 R           | Porsche 4,0 L Flat-6 Atmo  | GTD    | DAY    | DAY    | SEB 10 | LBH 5  | LGA 1  | MOH 9   | BEL 7 | WGL 6 | MOS   | LIM 9 | ELK 7  | VIR 5 | ATL 4 | 2875   | 2e   |
| 2022  | Wright Motorsports | Porsche 911 GT3 R           | Porsche 4,0 L Flat-6 Atmo  | GTD    | Q 11   | R 1    | SEB 10 | LBH 5  | LGA 1  | MOH 9   | BEL 7 | WGL 6 | MOS   | LIM 9 | ELK 7  | VIR 5 | ATL 4 | 2875   | 2e   |
| 2023  | Wright Motorsports | Porsche 911 GT3 R           | Porsche 4,0 L Flat-6 Atmo  | GTD    | DAY 9  | SEB 6  | LBH    | LGA    | WGL 3  | MOS     | LIM   | ELK   | VIR   | IMS   | ATL 11 |       |       | 1052   | 24e  |
| 2024  | Proton Competition | Ford Mustang GT3            | Ford Coyote 5,4 L V8 Atmo  | GTD    | DAY    | SEB    | LBH    | LGA    | WGL    | MOS     | ELK   | VIR   | IMS   | ATL   |        |       |       | *      | *    |

* Saison en cours.

### European Le Mans Series
| Année | Écurie             | Voiture            | Moteur                    | Classe | 1     | 2     | 3     | 4     | 5     | 6     | Total | Pos. |
| ----- | ------------------ | ------------------ | ------------------------- | ------ | ----- | ----- | ----- | ----- | ----- | ----- | ----- | ---- |
| 2023  | Proton Competition | Porsche 911 RSR-19 | Porsche 4,2 L Flat-6 Atmo | LMGTE  | CAT 1 | LEC 9 | ARA 2 | SPA 3 | ALG 2 | POR 1 | 105   | 1re  |